# Franck Fisseux
Franck Fisseux (* 19. Februar 1985 in Avignon) ist ein französischer Bogenschütze. 
Nach einigen Erfolgen im Juniorenbereich gewann Fisseux als Mitglied der französischen Herrenmannschaft 2003 bei den Hallenweltmeisterschaften in Nîmes die Bronzemedaille. Im Jahr darauf nahm er in Athen erstmals an den Olympischen Sommerspielen teil. Im Einzelwettbewerb überstand er die erste Ausscheidungsrunde, unterlag dann aber dem späteren Silbermedaillengewinner Hiroshi Yamamoto und erreichte im Endklassement den 38. Platz. Im Teamwettbewerb kam er mit seinen Mannschaftskollegen auf den zehnten Platz.
| Personendaten    | Personendaten              |
| ---------------- | -------------------------- |
| NAME             | Fisseux, Franck            |
| KURZBESCHREIBUNG | französischer Bogenschütze |
| GEBURTSDATUM     | 19. Februar 1985           |
| GEBURTSORT       | Avignon                    |